# Isochromodes obfuscata
Isochromodes obfuscata är en fjärilsart som beskrevs av Paul Dognin 1913. Isochromodes obfuscata ingår i släktet Isochromodes och familjen mätare. Inga underarter finns listade i Catalogue of Life.